# Мария Вентадорнская
Мария Вентадорнская (ум. в 1221 году) — трубадур и покровительница трубадуров.
Супруга Эбле V Вентадорнского. Воспевалась многими трубадурами, в том числе Гаусельмом Файдитом. Сохранилась тенсона Марии с Ги д’Юсселем, где рассматривается вопрос о равенстве куртуазных влюблённых.